# Сарыбаба (гора)
Сарыбаба (азерб. Sarıbaba) — горная вершина в Азербайджане, на границе Лачинского и Шушинского районов. Расположена на Карабахском хребте. Высота горы — 2295 м.

## Описание
Гора Сарыбаба сложена из извястняка верхней юры.
Гора покрыта субальпийскими лугами, в окрестностях расположены истоки рек Халфаличай (приток Каркарчая) и Базиргянсу (приток Акеры).